# Пинеда, Уго
Уго Пинеда (исп. Hugo Pineda, род. 14 апреля 1971, Барранкилья, Колумбия) — колумбийский боксёр-профессионал, выступающий в полутяжелом (Light Heavyweight) весе.